# 重內站
重內站（日语：／ Omonai eki */?）是位於北海道上磯郡知内町字重内的北海道旅客鐵道（JR北海道）松前線的鐵路站。在1988年停用。現時，站舍還是在車站內。
站名源自阿伊努語的「o-mu-nay」，意思為河口堵塞的河流。

## 車站構造
- 單式月台1面1線，不可列車交會。
- 無人站。

## 車站週邊
- JR北海道海峽線知内站
- 國道228號
- 知內道之驛
- 湯之里郵局
- 知内町立湯之里小學
- 湯之里大橋

※車站附近為青函隧道入口。

## 历史
- 1962年（昭和37年）12月25日 - 開設為日本國有鐵道之車站。客運站。
- 1987年（昭和62年）4月1日 - 因國鐵分割民營化，本站成為北海道旅客鐵道的車站。
- 1988年（昭和63年）2月1日 -  松前線停運，本站也成為廢站。

## 相鄰車站
北海道旅客鐵道
松前線
渡島知內－重內－湯之里

## 相關項目
- 日本鐵路車站列表